# Comic Book Men
Comic Book Men es una serie de televisión estadounidense emitida por el canal AMC. El programa se desarrolla en la tienda de historietas del director de cine Kevin Smith, Jay and Silent Bob's Secret Stash en Red Bank, Nueva Jersey.
Junto a Smith aparecen en el programa el historietista Walt Flanagan y el director Bryan Johnson, además de Mike Zapcic y Ming Chen. Smith ha descrito el programa como una versión de "Pawn Stars para geeks", ya que desarrolla una temática similar de negociación, pero en este caso sobre material relacionado con el mundo del cómic.

## Reparto

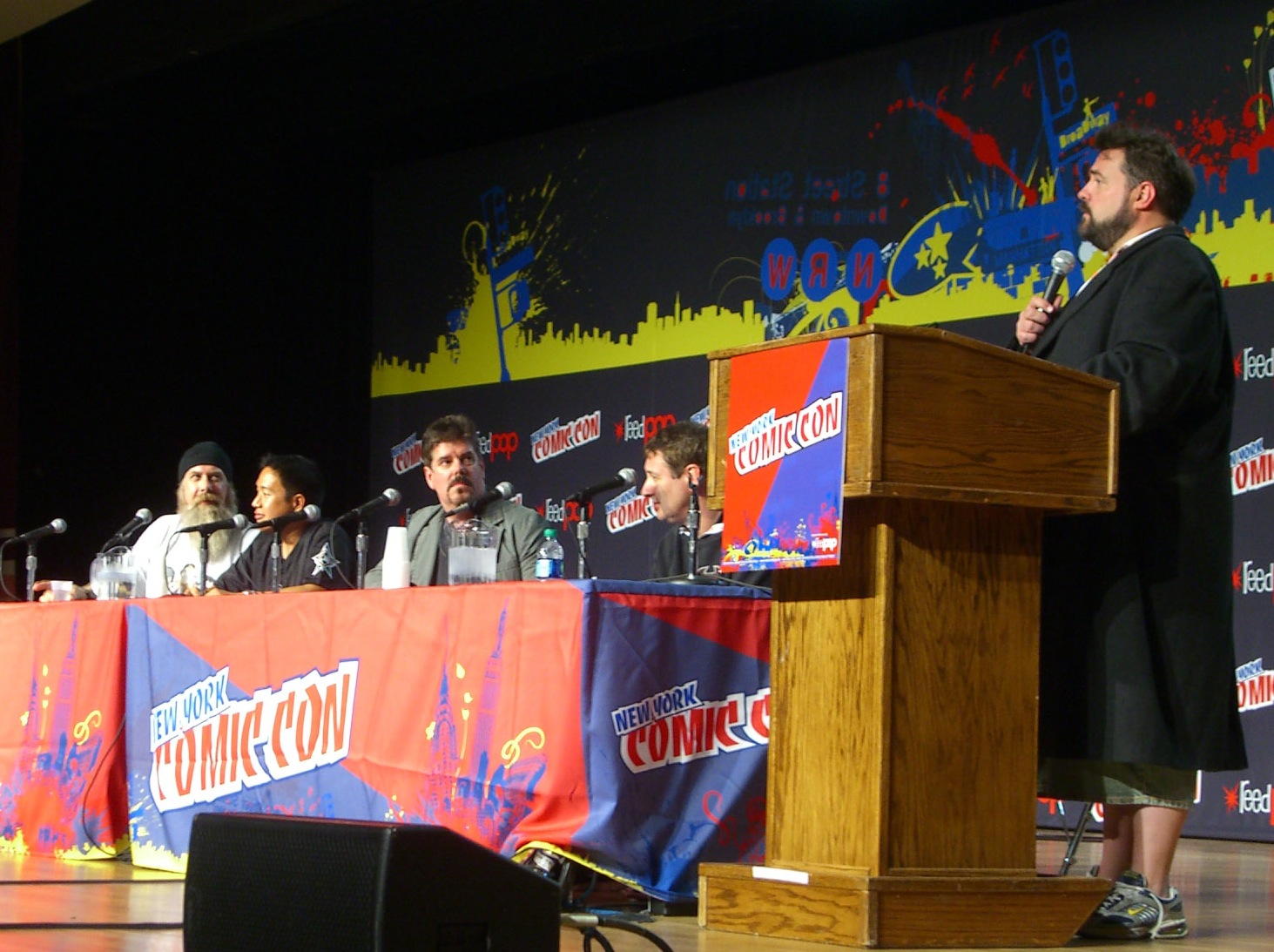
El reparto de la serie en la New York Comic Con en 2012.

- Kevin Smith – Propietario de la tienda de cómics y director de cine.[1]
- Walt Flanagan – Amigo de infancia de Smith y administrador de la tienda desde 1997.[4]
- Mike Zapcic – Experto en historietas.[5]
- Bryan Johnson – Director de cine y amigo de Smith.[6]
- Ming Chen – Creador del fanclub de Kevin Smith en 1995 y diseñador del sitio web de View Askew Productions.[7]

## Episodios
| Temporada | Episodios | Fecha de inicio       | Fecha de culminación | Canal |
| --------- | --------- | --------------------- | -------------------- | ----- |
| 1         | 6         | 12 de febrero de 2012 | 18 de marzo de 2012  | AMC   |
| 2         | 16        | 14 de octubre de 2012 | 4 de abril de 2013   | AMC   |
| 3         | 16        | 13 de octubre de 2013 | 30 de marzo de 2014  | AMC   |
| 4         | 16        | 12 de octubre de 2014 | 22 de marzo de 2015  | AMC   |
| 5         | 13        | 18 de octubre de 2015 | 4 de abril de 2016   | AMC   |
| 6         | 16        | 23 de octubre de 2016 | 23 de abril de 2017  | AMC   |